# Hans-Joachim Mrusek
Hans-Joachim Mrusek (* 7. Juni 1920 in Meißen; † 9. März 1994 in Halle (Saale)) war ein deutscher Kunsthistoriker.

## Leben
Nach Besuch der Volksschule in Meißen und Dresden erlernte Hans-Joachim Mrusek zunächst das Bäckerhandwerk, das er 1937 mit der Gesellenprüfung abschloss. Danach fuhr er zur See und wurde im Zweiten Weltkrieg zur Kriegsmarine eingezogen, wo er auf dem Kadettenschulschiff Schleswig-Holstein diente.
Anfang 1946 begann er seine Tätigkeit als Verwalter des Schlosses Pillnitz und technischer Leiter beim Aufbau des Museums. Noch im gleichen Jahr wechselte er an die Staatliche Porzellan-Manufaktur Meißen, um das Werksmuseum neu aufzubauen.
Nach einer bestandenen Begabtenprüfung im Jahre 1948 an der Universität Leipzig begann er dort das Studium in den Fächern Kunstgeschichte, Klassische Archäologie und Geschichte. 1950/51 wechselte er an die Martin-Luther-Universität nach Halle
Hans-Joachim Mruseks wissenschaftliche Arbeit galt in erster Linie der mittelalterlichen Profanbaukunst, insbesondere der Burgenforschung. Mit den Ergebnissen dieser Forschungen legte er 1953 seine Dissertation Zur städtebaulichen Entwicklung Magdeburgs im hohen Mittelalter und 1958 die Habilitationsschrift Gestaltung und Funktion der Eigenbefestigung im Mittelalter vor.
Nach der erfolgten Promotion begann er seine Tätigkeit an der Universität, zunächst als wissenschaftlicher Assistent am Kunstgeschichtlichen Institut, ab 1959 als Dozent und Kommissarischer Direktor.
Am 7. März 1962 erhielt er eine Professur mit Lehrauftrag und wurde zum 1. Februar 1963 zum Direktor des Instituts für Kunstgeschichte berufen. Von 1969 bis zu seiner Emeretierung im Jahr 1985 hatte er die Leitung des damaligen Wissenschaftsbereiches Kunstgeschichte inne. 1979 wurde er durch das Rektorat mit der Gründung der Zentralen Kustodie, der kunsthistorisch-museologischen Forschungs- und Verwaltungsstelle, beauftragt, die er bis Dezember 1982 im Nebenamt leitete.
Mit der Arbeit Die Funktion und baugeschichtliche Entwicklung der Burg Giebichenstein in Halle (Saale) und ihre Stellung im früh- und hochfeudalen Burgenbau promovierte er im Jahre 1970 an der Hochschule für Architektur und Bauwesen in Weimar (heute Bauhaus-Universität Weimar) zum Doktor der Ingenieurwissenschaften.
Bedeutung erlangte er auch durch seine langjährige Vorlesungstätigkeit zur Kunst- und Baugeschichte an der halleschen Universität sowie zeitweilig an den Hochschulen in Magdeburg und Merseburg. In den Vorlesungen und besonders auf Exkursionen vermittelte er sowohl kunsthistorisches als auch Allgemeinwissen und besonders Sensibilität für die überkommenen Bau- und Kunstdenkmale in ihrem historischen, städtebaulichen und landschaftlichen Umfeld. Sein besonderes Engagement galt den Baudenkmalen der Städte Magdeburg, Merseburg, Halle, Meißen und dem Dessau-Wörlitzer Gartenreich. Er war Mitglied in zahlreichen nationalen und internationalen wissenschaftlichen Gremien.
1966 wurde er mit dem Händelpreis des Bezirkes Halle ausgezeichnet.
Mrusek war seit 1942 mit Gertrud Bomke aus Kiel verheiratet, mit der er vier Söhne hatte.

## Schriften (Auswahl)
- Gestalt und Funktion der Eigenbefestigung im Mittelalter, Meißen 1958
- Halle an der Saale (Kunstgeschichtliche Städtebücher) Leipzig 1961
- Merseburg (Kunstgeschichtliche Städtebücher), Leipzig 1962
- Thüringische und sächsische Burgen, Leipzig 1965 – zeitgleich zur DDR-Ausgabe auch in der Bundesrepublik Deutschland veröffentlicht mit dem Titel Burgen in Sachsen und Thüringen, München 1965[1]
- Von der ottonischen Stiftskirche zum Bauhaus, Leipzig 1967
- Die Funktion und baugeschichtliche Entwicklung der Burg Giebichenstein in Halle (Saale) und ihre Stellung im früh- und hochfeudalen Burgenbau, Dissertation Weimar 1970.
- Drei sächsische Kathedralen: Merseburg, Naumburg, Meissen. Mit Fotos von Klaus G. Beyer. 2. Auflage, Dresden 1981[2]
- Drei deutsche Dome: Quedlinburg, Magdeburg, Halberstadt, Leipzig 1990
- Meißen, Leipzig 1991
- Romanik, Freiburg, 1991